# Seebüll
Seebüll, en danès Søbøl és un veïnat del municipi de Neukirchen  a la Frísia Septentrional al nord de Slesvig-Holstein.

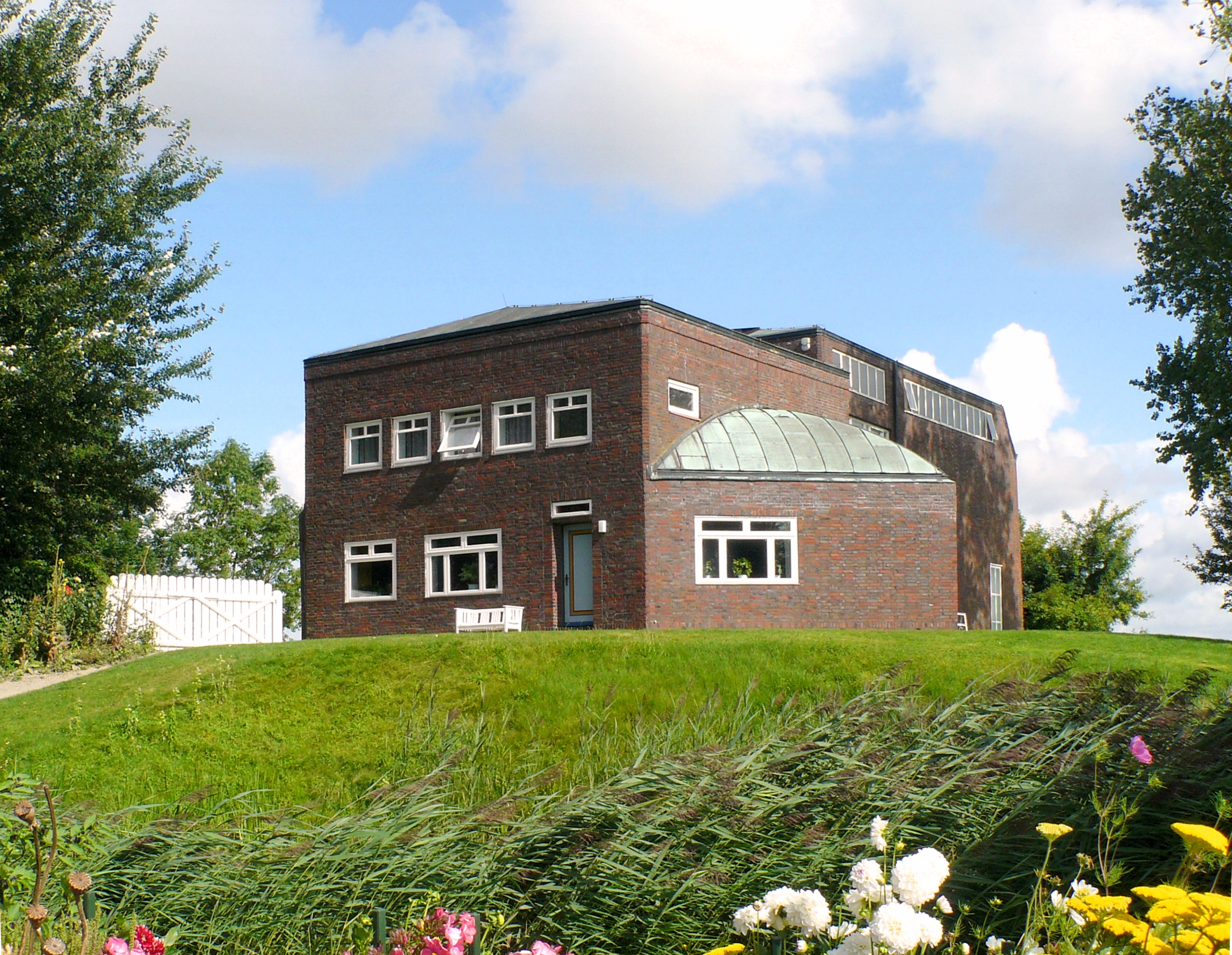
Museu Nolde

Es troba a quatre quilòmetres al nord-est de Neukirchen i a un quilòmetre de la frontera danesa. És un terp al mig d'un maresme amb unes poques masies i cases dispersades, envoltat d'aigua: l'Schmale (a l'est) i el seu afluent Hülltofter Tief (a l'oest), uns centenars de metres abans el seu aiguabarreig amb el Wiedau, el riu que passa tot just damunt la frontera entre Dinamarca i Alemanya des del 1920.
El pintor i aquarel·lista Emil Nolde (1967-1956) hi va fer construir una casa amb taller, avui transformada en museu. La seva sepultura es troba al jardi del museu.

## Llocs d'interès
- Museu Emil i Ada Nolde

## Enllaços i referències
A Wikimedia Commons hi ha contingut multimèdia relatiu a: Seebüll